# Всеобщие выборы в Сенегале (1978)
Всеобщие выборы в Сенегале прошли 26 февраля 1978 года, на которых избирались президент и 100 депутатов Национального собрания. После принятия Конституционной поправки в 1976 году в выборах могло участвовать более одной партии впервые с 1963 года. В президентских выборах участвовал президент Леопольд Седар Сенгор от Социалистической партии (бывший Сенегальский прогрессивный союз) и кандидат Демократической партии Абдулай Вад. В результате Сенгор вновь стал президентом, получив 82% голосов. На парламентских выборах победила Социалистическая партия, получив 82 из 100 мест Национального собрания.

## Результаты

### Президентские выборы
| Кандидат                           | Партия                              | Голоса  | %    |
| ---------------------------------- | ----------------------------------- | ------- | ---- |
| Леопольд Седар Сенгор              | Социалистическая партия Сенегала    | 807 515 | 82,2 |
| Абдулай Вад                        | Сенегальская демократическая партия | 174 817 | 17,8 |
| Недействительных/пустых бюллетеней | Недействительных/пустых бюллетеней  | 6 234   | -    |
| Всего                              | Всего                               | 988 566 | 100  |
| Источник: Nohlen et al.            |                                     |         |      |

### Парламентские выборы
| Партия                              | Голоса  | %     | Места | +/−   |
| ----------------------------------- | ------- | ----- | ----- | ----- |
| Социалистическая партия Сенегала    | 790 799 | 81,74 | 82    | -18   |
| Сенегальская демократическая партия | 172 948 | 17,88 | 18    | новая |
| Партия африканской независимости    | 3 734   | 0,38  | 0     | новая |
| Недействительных/пустых бюллетеней  | 7 344   | -     | -     | -     |
| Всего                               | 974 825 | 100   | 100   | 0     |
| Источник: Nohlen et al.             |         |       |       |       |